# Pilkhuwa
Pilkhuwa ist eine Stadt im indischen Bundesstaat Uttar Pradesh.
Die Stadt ist Teil des Distrikt Hapur. Pilkhuwa hat den Status eines Nagar Palika Parishad. Pilkhuwa liegt ca. 550 km von Uttar Pradeshs Hauptstadt Lucknow entfernt und ist Teil der National Capital Region. Die Stadt ist in 25 Wards gegliedert.

## Demografie
Die Einwohnerzahl der Stadt liegt laut der Volkszählung von 2011 bei 83.736. Pilkhuwa hat ein Geschlechterverhältnis von 893 Frauen pro 1000 Männer und damit einen für Indien üblichen Männerüberschuss. Die Alphabetisierungsrate lag bei 78,5 % im Jahr 2011. Knapp 66 % der Bevölkerung sind Hindus, ca. 33 % sind Muslime und ca. 1 % gehören einer anderen oder keiner Religion an. 14,9 % der Bevölkerung sind Kinder unter 6 Jahren.